# Tony Agana
Patrick Anthony Olozinka Agana, detto Tony (Bromley, 2 ottobre 1963), è un ex calciatore inglese, di ruolo attaccante.

## Carriera
Ha giocato con Welling United, Weymouth, Watford, con cui debuttò nella massima divisione, Sheffield United, Notts County, Leeds United, Hereford United, Cliftonville, Leek Town, Guiseley, Alfreton Town.

## Palmarès

### Club

#### Competizioni regionali
- Dorset Senior Cup: 2

Weymouth: 1985-1986, 1986-1987
- Derbyshire Senior Cup: 1

Alfreton Town: 2001-2002

#### Competizioni internazionali
- Coppa Anglo-Italiana: 1

Notts County: 1994-1995